# Gustav Spörer
Friederich Wilhelm Gustav Spörer (né le 23 octobre 1822 à Berlin et mort le 7 juillet 1895 à Gießen) est un astronome prussien.

## Biographie
Gustav Spörer est connu pour ses études sur les taches solaires et leurs cycles. Dans ce domaine, son nom est souvent associé à celui d'Edward Maunder. Spörer fut le premier à remarquer une longue période de faible activité des taches solaires entre 1645 et 1715, période appelée de nos jours minimum de Maunder.
Spörer était un contemporain de Richard Christopher Carrington, un astronome anglais. Carrington est généralement crédité de la découverte de la loi de Spörer, qui décrit la variation de la latitude des taches solaires au cours d'un cycle solaire. Spörer ajouta aux observations de Carrington celle de la dérive des taches solaires et cette découverte lui est parfois attribuée.
Le minimum de Spörer est une période de faible activité des taches solaires comprise approximativement entre 1420 et 1570.